# 達摩 (玩偶)

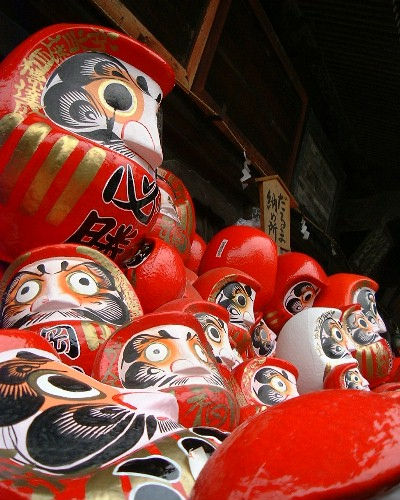
高崎・達磨寺的達磨

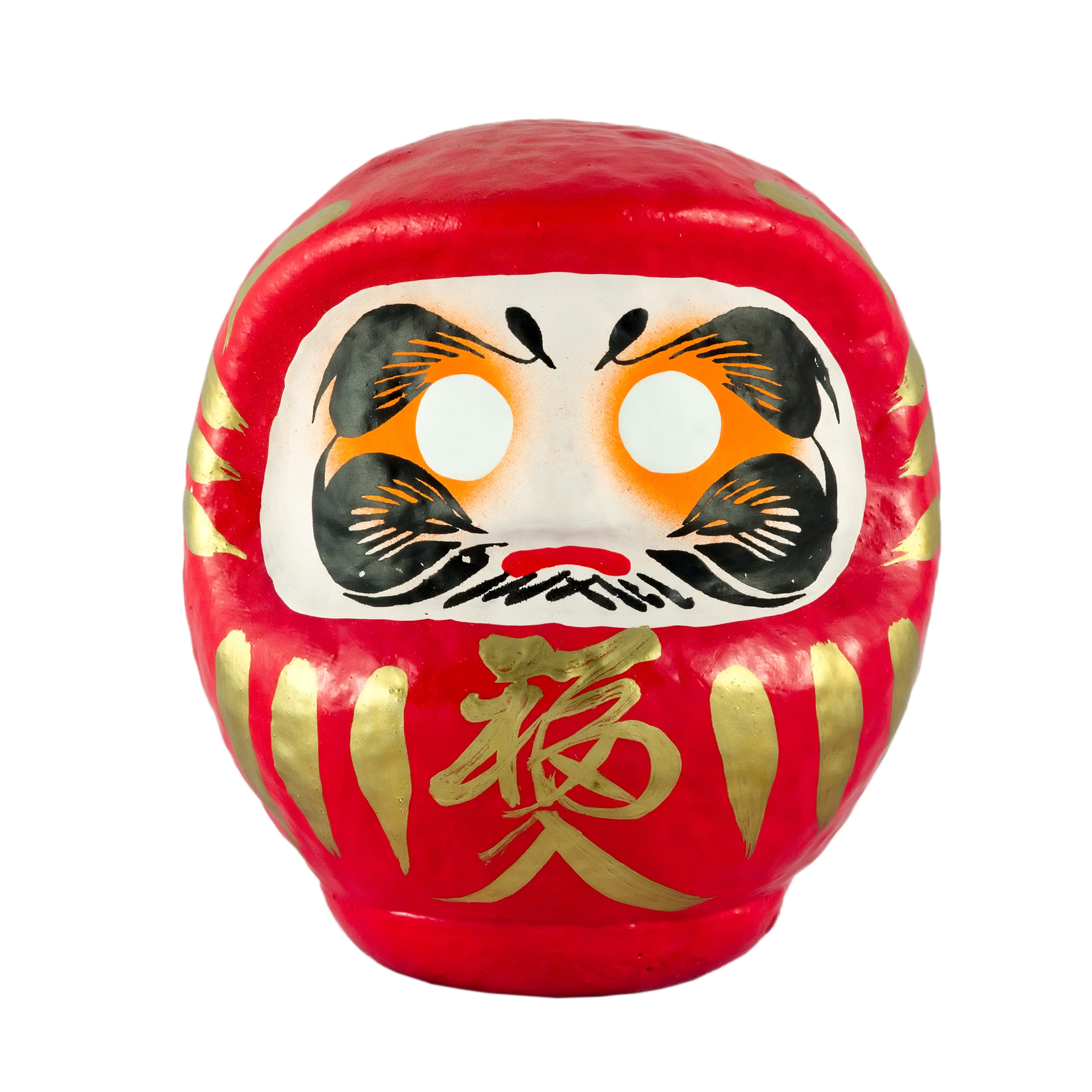
達磨

達磨（日语：だるま）是日本的一種不倒翁擺飾、玩具，模仿佛教禪宗開祖達摩的坐禪姿勢。現在已是超越宗教、宗派的厭勝物。

## 外觀
大多是紅色造型，眼睛的部分保留空白。一般習慣是先行祈願，在願望達成後再畫上眼睛。
眉毛是「鶴」的形貌繪製象徵「吉祥」、臉頰有「龜」的元素象徵「長壽」、鬍子則是以「杉樹」來作為「平安」的寓意 

## 種類
達磨依生產的地域在形狀、彩色、材質而有不同，大多冠以地域名作區分。以下列舉有名的種類。

### 松川達磨
宮城縣仙台市和近郊製作的達磨。

### 高崎達磨
群馬縣高崎市製作的達磨。也稱作「上州達磨」。全日本製作佔有率80%。選舉之際候選人會先畫上左眼，當選後畫上右眼。「選舉達磨」幾乎都是在高崎製作，始於高崎市的達磨寺。

### 白河達磨
福島縣白河市製作的達磨。

### 越谷達磨
埼玉縣越谷市製作的達磨。也稱作「武州達磨」。

### 東京達磨・多摩達磨
東京都西部（多摩地域）製作的達磨。

### 鈴川達磨
靜岡縣富士市鈴川製作的達磨。

### 姫達磨
愛媛縣製作的女性外型的達磨。新潟縣、大分縣竹田市等地也有。

### 五色願掛達磨
静岡縣伊豆市的土肥達磨寺販賣的達磨。

## 達磨市
販賣達磨的市集，毎年在各地有舉辦達磨市。少林山七草大祭、厄除元三大師大祭、毘沙門天大祭或白河達磨市合稱日本三大達磨市。
- 少林山七草大祭

毎年1月6日～7日在高崎市的少林山達磨寺舉辦。通稱「高崎達磨市」。
- 厄除元三大師大祭

毎年3月3日～4日在東京都調布市的深大寺舉辦，是東京最大的達磨市。
- 毘沙門天大祭

舊曆7日～9日在静岡縣富士市的毘沙門天「今井山妙法寺」舉辦。
- 白河達磨市

毎年2月11日在JR白河車站前舉辦。
- 三春達磨市

福島縣三春町舉辦。
- 川崎大師達磨市

毎年1月3日舉辦。
- 青梅達磨市

毎年1月12日在JR青梅車站前的舊青梅街道舉辦。
- 拜島大師達磨市

毎年1月2日～3日舉辦。
- 喜多院達磨市

毎年1月3日在川越大師（喜多院）。
- 前橋市達磨市

毎年1月9日舉辦的「初市祭」。

## 關連項目
- 伝統工芸（英语：Japanese craft）
- 日本人形
- 俄羅斯娃娃
- 日本宗教

## 外部連結
- 国立歴史民俗博物館 歴史系総合誌『歴博』176号 「第4展示室 新構築に向けて　だるま」